# Pedro Asquini
Pedro Asquini (Buenos Aires, Argentina; 1918 - Ibídem; 20 de septiembre de 2003) fue un actor, productor, director teatral y docente argentino de larga trayectoria.

## Biografía
Sus abuelos fueron Bonifacia Mongeloz y Pedro Asquini (del mismo nombre que su nieto), un inmigrante que tuvo que huir de Italia cuando los imperialistas austrohúngaros descubrieron un motín que se preparaba para liderar la región del Friul y zonas de las provincias de Trento, Trieste y Venecia. Su abuelo viajó de inmediato al sur de Brasil, de allí pasó a defender al Paraguay en la lucha contra la Triple Alianza, comandada ésta por Bartolomé Mitre. Del matrimonio nacieron 6 hijos, entre ellos, Arturo Asquini, su padre.
Asquini se crio junto a sus tres hermanos en el hogar de sus padres, una  modista y un carpintero vocacional y vendedor de herramientas, en un humilde conventillo en Buenos Aires. El padre, fue un defensor de los derechos de los trabajadores ya que fundó la Asociación de Corredores y Viajantes, en la que hacía que su hijo colaborara en la redacción de temas sindicales que previamente le explicaba.

## Carrera
Pedro Asquini fue una figura trascendental en el desarrollo del teatro argentino. Iniciado como actor, con poco tiempo tomó la posta en la dirección teatral donde participó en decenas de obras generalmente tragicómicas y de  profundas tramas.
Su carrera comenzó gracias a la ayuda del actor Ricardo Trigo quien lo presentó a Ricardo Passano (padre) para formar parte de su agrupación teatral. Se inició como actor en 1941, en el Teatro La Máscara, con la obra  Mosaico teatral que incluía cinco piezas cortas. Desde 1949 formó una compañía por muchos años con la actriz, directora y futura esposa Alejandra Boero con quien dirigió el popular grupo Nuevo Teatro.
A partir de los años 80, su compañera de vida y escenarios fue Linda Banti, quien pasaría a interpretar varias obras como "Medea" y para quien escribió otras tantas.
Admiraba como pocos al dramaturgo rioplatense Florencio Sánchez, el creador de M’hijo el dotor y Barranca abajo. Compartió ese fervor con un amigo suyo, el montevideano Wilfredo Jiménez, de quien llevó a escena su obra Pasión de Florencio Sánchez, por primera vez en Nuevo Teatro, y en la década de 1990 en versión para tres actores, en El Teatron.
Debuta como productor cinematográfico en el film Espérame mucho de 1983, bajo la dirección de Juan José Jusid y protagonizado por Víctor Laplace y Alicia Bruzzo.
Fue docente de primeras figuras del ambiente artístico como Agustín Alezzo, Héctor Alterio, Enrique Pinti, Julia von Grolman, Onofre Lovero y Juan Carlos Puppo.
En una entrevista para la Revista Clarín realizada en 1986 supo decir:

"Lo esencial es querer la profesión más allá de todo sacrificio".

También trabajó en el Fondo Nacional de las Artes. En el 2000 recibió el Premio Nacional a la Trayectoria de manos del director Rubens Correa, representando al Instituto Nacional del Teatro.
En el 2003 publicó un libro titulado El teatro: ¡qué pasión! el cual cumplía su objetivo de ser un testimonio real y exacto de lo que fue el Movimiento de Teatros Independientes argentinos, y al mismo tiempo transmitir a las generaciones futuras, la pasión, el amor y el coraje que se pusieron de relieve durante su gestión, trabajada por toda clase de dificultades, casi siempre impuestas por interese ideológicos.
Pedro Pasquini fue internado en el Hospital Francés el 28 de agosto de 2003 como consecuencia de su grave estado por un deterioro progresivo en su salud. Falleció el sábado 20 de septiembre de 2003. Sus restos descansan en el panteón de SADAIC del Cementerio de la Chacarita.

## Teatro
- Mosaico teatral (1941)
- El alquimista (1950)
- Bajo fondo (1951)
- Medea (1952)
- Androcles y el león (1953)
- Ese camino difícil (1953)
- Amero (1954)
- La mujer del corazón pequeño (1954)
- Pasión de Florencio Sánchez (1954)
- La otra madre (1956)
- Muchacha de campo (1957)
- Farsa del cajero que fue hasta la esquina (1958)
- Heredarás el viento (1958)
- Las nueve tías del Apolo (1958)
- Los indios estaban cabreros (1958)
- La máquina de sumar (1959)
- ¡Bah! no tiene importancia (1960)
- El casamiento (1960)
- Raíces (1964)
- Ese mundo absurdo (1966), obra de Enrique Wernicke.
- El mercader de Venecia (1967)
- El gran rebelde (1967)
- La investigación (1967)
- Quevedo 82
- Potestad (1988)
- Voces (1989)
- Lo Cortés no quita lo caliente (1992)
- El séptimo: robar un poco menos (1993)
- El bife de chorizo a caballo con papas fritas (2001)
- Hoy aquí se adivina el futuro (2002)

## Libros
- Teatro (1988)
- El Teatro Que Hicimosn (1990)
- Tratado de dirección escénica y técnica del actor (1995)
- El teatro: ¡qué pasión! (2003)